# マイク・フゥールファウ
マイク・フゥールファウ（Mike Fuailefau、1992年5月20日 - ）は、カナダのラグビー選手。

## プロフィール
- カナダ・ブリティッシュコロンビア州ビクトリア出身[1]。
- ポジションはプロップ(PR)。
- 身長 186cm、体重 100kg
- U20カナダ代表に選ばれたことがある[2]。
- 7人制カナダ代表に選ばれたことがある[3]。

## 略歴
2021年、東京五輪の7人制カナダ代表スコッドに選ばれた。